# Nombre octaédrique

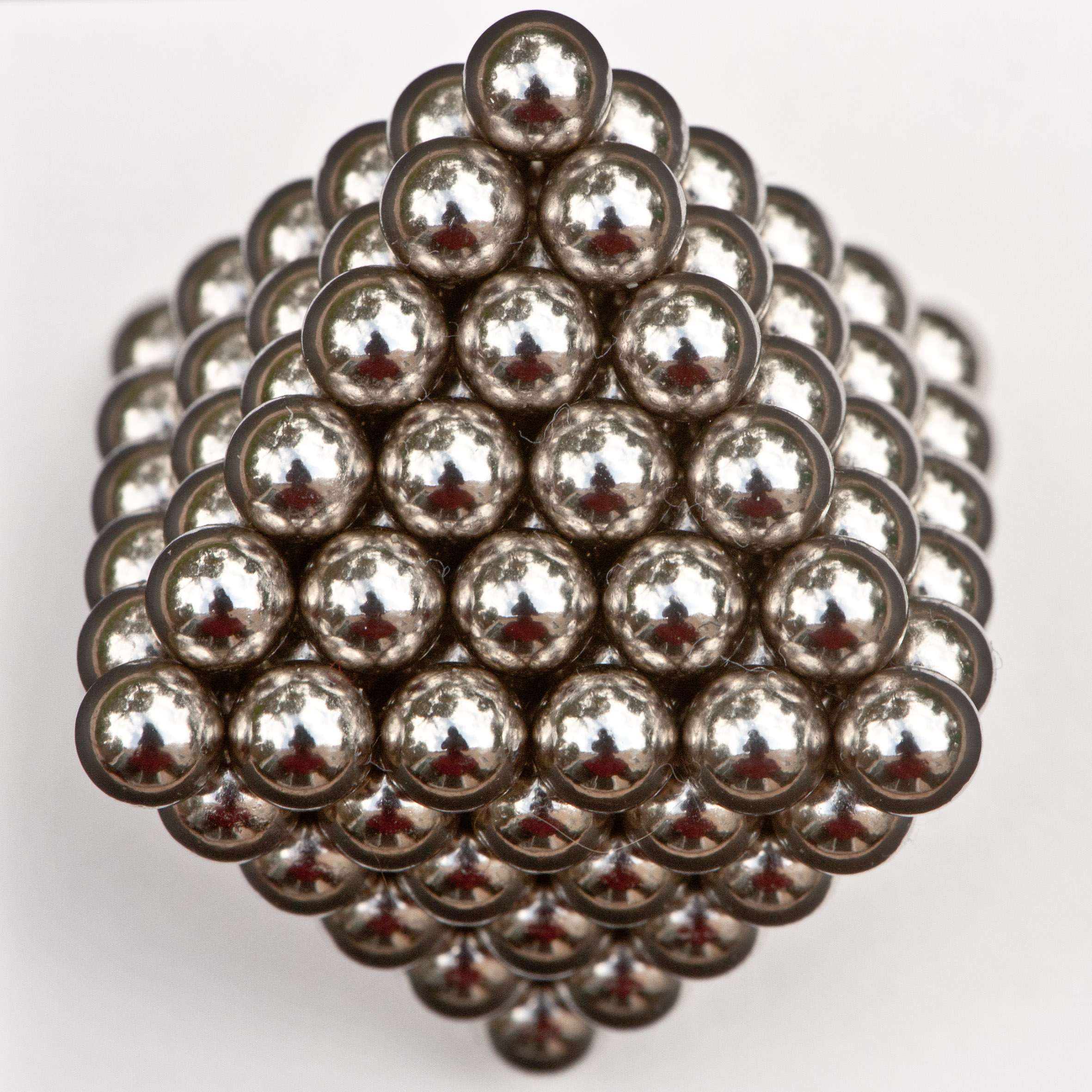
billes magnétiques, empilées pour former un octaèdre.

Un nombre octaédrique est un nombre figuré polyédrique comptant des points régulièrement répartis dans un octaèdre régulier, ou deux pyramides placées ensemble, l'une placée sur l'autre renversée.
Le nombre octaédrique d'ordre {\displaystyle n}, correspondant au cas où il y a {\displaystyle n} points sur chaque arête de l'octaédre, est donné par la formule :
{\displaystyle O_{n}={n(2n^{2}+1) \over 3}.},,.
Les dix premiers nombres octaédriques sont :
La série génératrice des nombres octaédriques est la fraction rationnelle :
{\displaystyle {\frac {z(z+1)^{2}}{(z-1)^{4}}}=\sum _{n=1}^{\infty }O_{n}z^{n}=z+6z^{2}+19z^{3}+\cdots .}

## Obtention du nombre octaédrique d'ordren

### Comme somme de deux nombres pyramidaux
On peut être obtenu en ajoutant deux nombres pyramidaux carrés consécutifs : {\displaystyle O_{n}=\sum _{k=1}^{n-1}k^{2}+\sum _{k=1}^{n}k^{2}={\frac {(n-1)n(2n-1)}{6}}+{\frac {n(n+1)(2n+1)}{6}}={n(2n^{2}+1) \over 3}.}

### Par la construction générale des nombres polyédriques réguliers
On obtient ici {\displaystyle O_{n}} à partir de la relation : {\displaystyle O_{n}-O_{n-1}=(S-1)+(A-q)(n-2)+(F-q)(P_{m,n}-m(n-1))},
où {\displaystyle S=6,A=12,F=8} sont les nombres de sommets, arêtes et faces de l'octaèdre, {\displaystyle \{m,q\}=\{3,4\}} son symbole de Schläfli : {nombre d'arêtes par face, nombre d'arêtes (et aussi de faces) par sommet} , et {\displaystyle P_{m,n}} le nombre m-gonal d'ordre n .
On obtient donc {\displaystyle O_{n}-O_{n-1}=(6-1)+(12-4)(n-2)+(8-4)(n(n+1)/2-3(n-1))=2n^{2}-2n+1}.
D'où {\displaystyle O_{n}=2{\frac {n(n+1)(2n+1)}{6}}-2{\frac {n(n+1)}{2}}+n={n(2n^{2}+1) \over 3}}.

## Nombre octaédrique tronqué
Si l'on retranche à chacun des 6 sommets de la construction précédente à l'étape {\displaystyle 3n-2} une pyramide à base carrée à l'étape {\displaystyle n-1}, on obtient les nombres octaédriques tronqués : {\displaystyle OT_{n}=O_{3n-2}-6P_{n-1}^{(4)}=16n^{3}-33n^{2}+24n-6} : 1, 38, 201, 586, 1289, 2406, 4033, 6266, 9201, 12934,... (suite A005910 de l'OEIS) .